# ويكي باشا
ويكي باشا هي أداة متعدة اللغات لإنشاء محتوى موسوعة ويكيبيديا والأداة مصممة لترجمة محتوى ويكيبيديا واستيراد المقالات المكتوبة باللغة الإنجليزية وترجمتها إلى عدد من اللغات الأخرى التي تدعمها الأداة، وتسمح أيضا بإنشاء المحتوى بداية من الصفر وتدعم الأداة اللغات العربية والألمانية والهندية واليابانية والبرتغالية والإسبانية واسم الأداة الجديدة مستمد من اللغة الهندية، فكلمة «باشا» تعني «لغة»

## وصلات خارجية
- الموقع الرسمي